# Núcleo paraventricular
El núcleo paraventricular es un conjunto de neuronas que se localizan en la región anterior y central del hipotálamo. Tiene límites imprecisos y contiene células neuroendócrinas que sintetizan diferentes hormonas, entre ellas vasopresina, oxitocina, hormona liberadora de hormona adrenocorticotropa y hormona liberadora de tirotropina. Se encuentra conectado a través del tracto supra-óptico con la hipófisis posterior o neurohipofisis.

## Localización
Se encuentra situado en la región anterior y central del hipotálamo, a ambos lados y adyacente al tercer ventrículo cerebral, de ahí su nombre.

## Estructura
En los años 80, los estudios anatómicos describieron la arquitectura básica del núcleo Paraventricular (PVN en inglés), y lo identificaron como un "núcleo complejo", que comprendía cuerpos de neuronas con roles 
neuroendócrinos esenciales, y que controlaba el eje tiroideo mediante neuronas secretoras de TRH que se proyectan a la Eminencia media.
 
En los años 90 el núcleo Paraventricular (PVN) ya era considerado como un núcleo heterogéneo, compuesto de neuronas magnocelulares y parvocelulares, estas últimas consisten de neuronas secretoras que se proyectan a la Eminencia media (ME).

### Parvocelular
La región parvocelular  del PVN, según la densidad celular y el tamaño celular, muestra las subdivisiones anterior (ParaventricularAnteriorParvo, PaAP), medial (PaMP), posterior (PaPo) y periventricular (Pe).

### Magnocelular
La región magnocelular del PVN se caracteriza por la agrupación compacta de células grandes y tiene subdivisiones lateral (ParaventricularLateralMagno PaLM) y medial (PaMM).

## Hormonas
El núcleo paraventricular del hipotálamo secreta cuatro hormonas principales:
- Vasopresina, también llamada hormona antidiurética. Actúa sobre el riñón y promueve la absorción de sodio y agua por los túbulos renales.
- Oxitocina. Favorece la contracción muscular del útero.

La vasopresina y la oxitocina, son dos hormonas peptídicas relacionadas estructuralmente, que se sintetizan principalmente en las neuronas magnocelulares del PVN y el Núcleo Supraóptico (SON), y pueden actuar como neurotransmisores y neuromoduladores.

- Hormona liberadora (CRH). Estimula las células corticotropas de la adenohipófisis e induce la liberación de la hormona adrenocorticotropa,[5] lo que, a su vez, produce el incremento en la producción suprarrenal de cortisol.[6]
- Hormona liberadora (TRH) de la hormona Tirotropina. Estimula las células tirotropas de la adenohipófisis para secretar (TSH), que a su vez induce la liberación de la hormona tiroidea por la tiroides.[3]

## Descripción
Las dos poblaciones principales reciben el nombre de área parvocelular y área magnocelular.

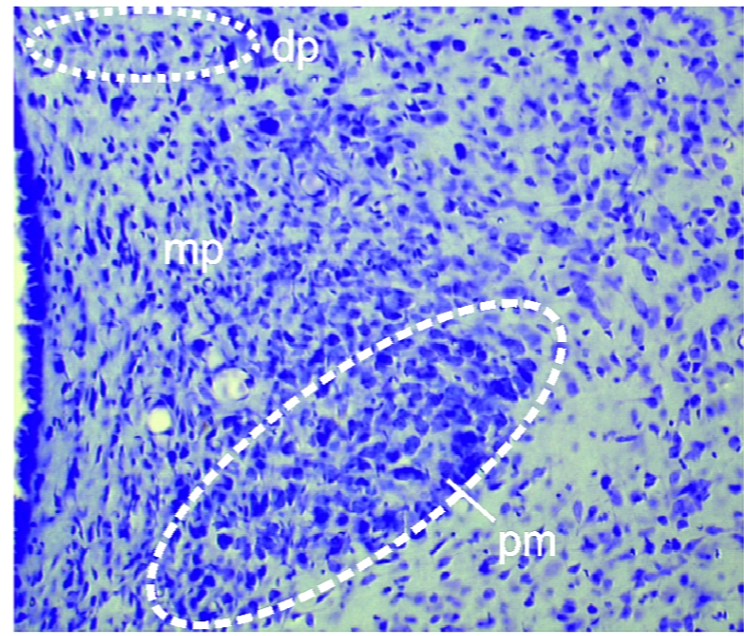
Magnocelulares (pm) abajo.
Parvocelulares (dp, mp) arriba.

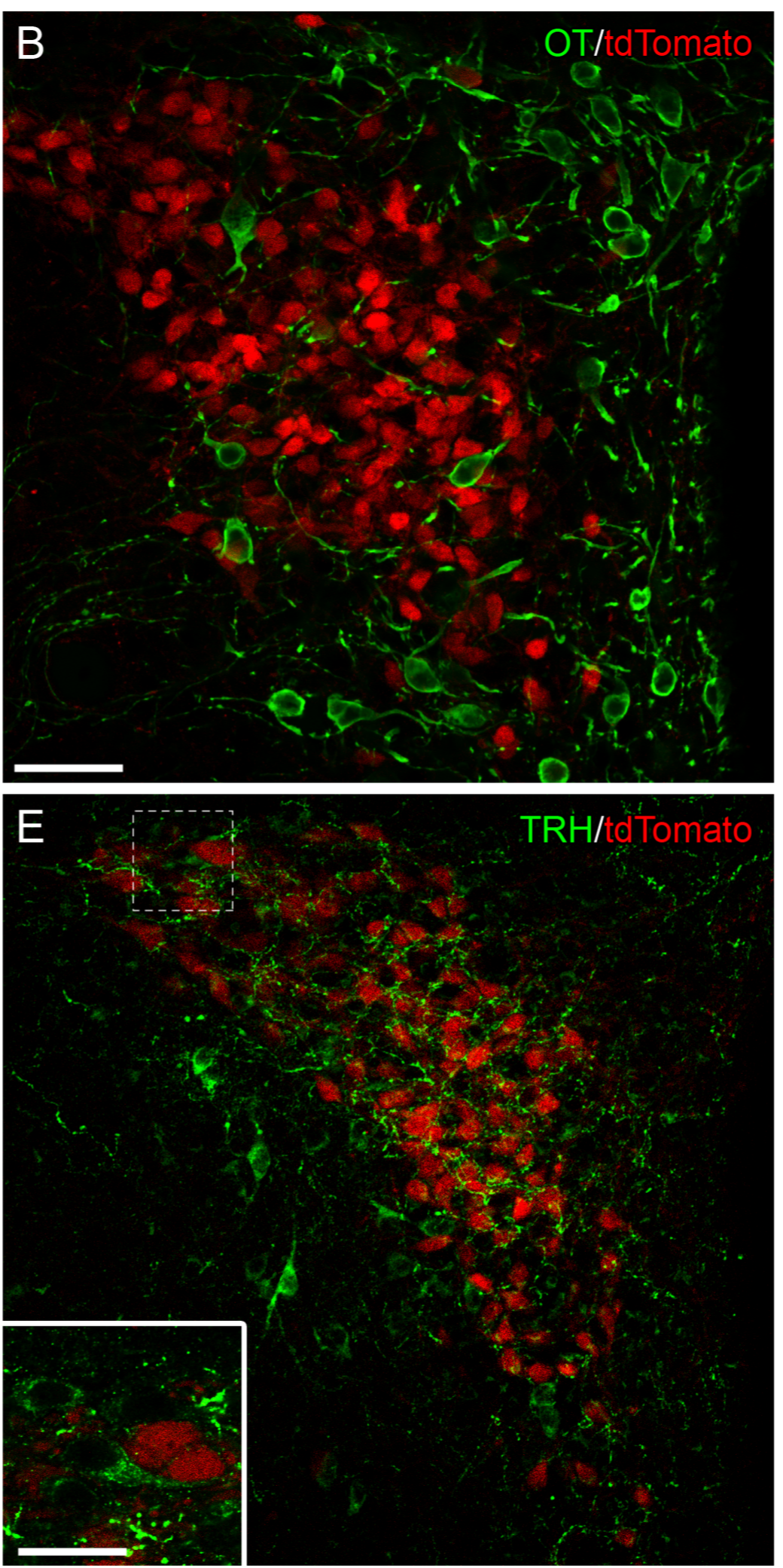
Neurosecretoras en verde: Magnocelulares OT= oxitocina (arriba B). Parvocelulares TRH (abajo E).

- La región magnocelular contiene grandes células que producen hormona antidiurética y oxitocina. Ambas se sintetizan en forma de prohormonas en el núcleo paraventricular y por vía axonal alcanzan la neurohipófisis donde son almacenadas en gránulos hasta que se produce la secreción a la sangre mediante un proceso de exocitosis. La producción de hormona antidiurética no es exclusiva del núcleo paraventricular, se sintetiza también en el núcleo supraóptico del hipotálamo.

- La región parvocelular contiene neuronas más pequeñas, que liberan una hormona peptídica, denominada "factor liberador",  "factor hipófisotrópico" y actualmente hormona liberadora  (Releasing Hormone (RH)). Estas neurohormonas son secretadas  en el plexo capilar del sistema porta de la Eminencia media (ME), desde donde viajan hasta la Adenohipófisis para estimular la secreción de la hormona. Este tipo de células pequeñas son las que producen: hormona liberadora de hormona adrenocorticotropa (CRH o ACTHRH) y las que secretan la hormona liberadora de tirotropina (TRH o TSHRH).[3][8]